# Mugiro
Mugiro en basque ou Muguiro en espagnol est une commune située dans la municipalité de Larraun de la communauté forale de Navarre, dans le Nord de l’Espagne.
Cette commune se situe dans la zone bascophone de la Navarre. Elle est située dans la mérindade de Pampelune, à 32km de Pampelune. Sa population en 2021 était de 65 habitants. Sa superficie est de 2,96 km² et sa densité de population est de 23,65 hab/km².

## Géographie
La commune de Mugiro est située dans la partie orientale de la municipalité de Larraun. La commune est délimitée au nord par les communes de Lekunberri et d'Etxarri; à l'est avec Arruitz; au sud avec Astitz et à l'ouest avec Alli.
|      | Lekunberri et Etxarri |         |
| Alli | Mugiro                | Arruitz |
|      | Astitz                |         |

## Population
| 2000 | 2001 | 2002 | 2003 | 2004 | 2005 | 2006 | 2007 | 2008 |
| ---- | ---- | ---- | ---- | ---- | ---- | ---- | ---- | ---- |
| 68   | 67   | 70   | 61   | 74   | 73   | 70   | 68   | 64   |

| 2009 | 2010 | 2011 | 2012 | 2013 | 2014 | 2015 | 2016 | 2017 |
| ---- | ---- | ---- | ---- | ---- | ---- | ---- | ---- | ---- |
| 59   | 58   | 61   | 65   | 68   | 70   | 67   | 63   | 62   |

| 2018 | 2019 | 2020 | 2021 | - | - | - | - | - |
| ---- | ---- | ---- | ---- | - | - | - | - | - |
| 66   | 69   | 66   | 65   | - | - | - | - | - |